# DevEco Studio
DevEco Studio és l'entorn de desenvolupament integrat (IDE) oficial per al sistema operatiu HarmonyOS de Huawei, basat en el programari IntelliJ IDEA de JetBrains i l'SmartAssist de Huawei dissenyat específicament per al desenvolupament de HarmonyOS. Es pot descarregar en sistemes operatius basats en Microsoft Windows i macOS.
DevEco Studio es va llançar el 9 de setembre de 2020, un dia abans de la Huawei Developer Conference 2020 (HDC 2020) com la primera versió estable a partir de la versió 1.0 per a televisors Huawei Vision a les versions HarmonyOS 1 i HarmonyOS 2 Beta per a telèfons, tauletes i rellotges.
El 8 de juliol de 2022, després del llançament següent de DevEco Studio 3.0 Beta 4, JS/eTS va substituir Java com a llenguatge preferit de Huawei per al desenvolupament d'aplicacions HarmonyOS, ja que les aplicacions empaquetades amb fitxers.app del mòdul HarmonyOS.hap no admeten el llenguatge Java a l'API8 per a HarmonyOS 3.0. ja que Huawei planeja llançar el seu propi llenguatge de programació Cangjie el quart trimestre de 2024 per a HarmonyOS, que és equivalent a Kotlin de Google per a plataformes Android i Swift d'Apple per a plataformes Apple. Java encara és compatible, igual que C++ a les versions anteriors de nivell d'API de les versions anteriors de HarmonyOS 2.0. La nova actualització de l'IDE va venir amb Hvigor internament desenvolupat per Huawei que va substituir Gradle basat en Java a 1.0, que és una nova eina de construcció lleugera de front-end basada en TS. Combinat amb el mecanisme de gestió de paquets npm, proporciona principalment capacitats clau com ara mecanisme de gestió de tasques, registre i programació de tasques, gestió de models de projecte, gestió de configuració i nova entrada de línia d'ordres, que s'ajusta més a les eines de desenvolupament d'OpenHarmony per a TS/JS. desenvolupadors.
El 8 d'abril de 2023, Huawei DevEco Studio va llançar la versió de llançament 3.1 API 9 per als desenvolupadors que conté HarmonyOS 3.1 SDK que estrena el llenguatge eTS perfeccionat com ArkTS, el llenguatge de programació TypeScript bifurcat de Huawei per a aplicacions més avançades, amb la nova estructura del Format de fitxer del paquet de l'aplicació HarmonyOS després de construir i empaquetar en un model d'etapa. DevEco Studio 3.1 estava en fase beta durant els últims 6 mesos abans. DevEco Studio 3.1.1 es va llançar fora de la Xina als mercats mundials el gener de 2024.

## Característiques
Les funcions següents es proporcionen a la versió estable actual: La versió actual de HarmonyOS DevEco Studio 2.1 publicada el 2 de juny de 2021 al llançament de HarmonyOS 2 té plantilles de projectes entre dispositius, desenvolupament de serveis atòmics i molt més sobre suport per crear TV, telèfons intel·ligents, tauletes, rellotges, encaminadors, dispositius IoT.

### Nova plantilla d'enginyeria entre dispositius
- La nova versió de DevEco Studio inclou 11 noves plantilles de projecte entre dispositius basades en la plantilla original de projecte d'un sol dispositiu. El desenvolupador pot seleccionar la plantilla i el tipus de dispositiu en seqüència per a un projecte concret.
- És més fàcil crear projectes entre dispositius per als desenvolupadors i produir automàticament codis d'exemple i subministraments relacionats.

### Suport per al desenvolupament del servei d'atomització
- La versió 2.1 de DevEco Studio va afegir el suport per a desenvolupaments de serveis atòmics per explorar el seu abast en els propers dies. Ara el procés es va fer més fàcil per completar ràpidament el projecte de servei atòmic.
- El desenvolupador només ha de seleccionar la plantilla de projecte desitjada, realitzar el procés de desenvolupament de codificació, després d'això, la compilació del codi i, finalment, la prova de depuració.
- El menú de creació del projecte té diversos canvis importants en la darrera versió. A la versió actual, els desenvolupadors han de seleccionar primer la plantilla del projecte i després seleccionar el tipus de dispositiu compatible.
- S'ha instal·lat una nova opció "Servei" al tipus de projecte, utilitzada per crear un projecte de servei atòmic.
- El botó "Mostra al centre de serveis" us ajudarà a trobar el centre de servei del dispositiu durant la creació del projecte atòmic.

### Suport per a dispositius d'encaminador
- Després de la instal·lació de la versió DevEco Studio 2.1, els desenvolupadors poden utilitzar el llenguatge JS per desenvolupar ràpidament aplicacions que es puguin executar en dispositius d'encaminador. La nova versió té una plantilla de projecte d'un sol dispositiu d'encaminador per proporcionar suport als encaminadors.